# Vaxmott

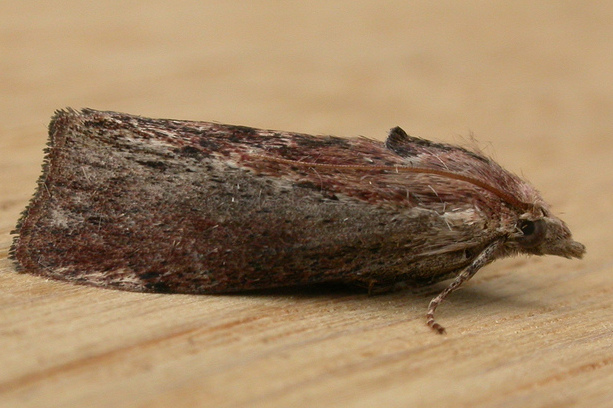
Större vaxmott

Som vaxmott betecknas olika fjärilar i familjen mott (Pyralidae) där larverna har förmåga att äta vax. De bildar allmänt ingen taxonomisk grupp men de flesta finns i underfamiljen Galleriinae.
Förmågan att spjälka vax får larverna genom enzymer som lipaser samt med hjälp av mikroorganismer. Arterna är betydande skadedjur i bikupor. De äter även kork, torrfrukter och andra matreserver som innehåller socker. Mest känt är arterna större vaxmott (Galleria mellonella) som når en vingspann av cirka 30 mm och litet vaxmott (Achroia grisella) med ett vingspann upp till 20 mm. De lägger sina ägg i värddjurets vaxkaka. Ofta blir vaxkakans celler otillgängliga för biet på grund av tråden som larven väver före puppstadiet.